# Bede BD-5

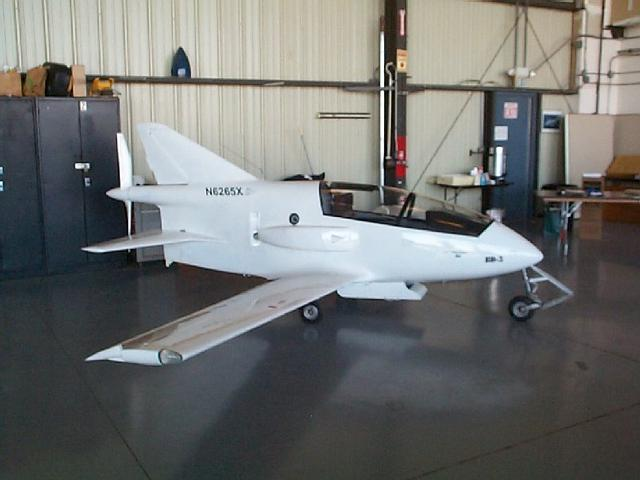
Un esemplare dell' ex pilota USAF Dan Ross

Il Bede BD-5 Micro è un piccolo velivolo monoposto artigianale, realizzato verso la fine degli anni sessanta dall'ingegnere aeronautico statunitense Jim Bede e commercializzato dalla Bede Aircraft Corporation dal 1970.

## Storia

### Sviluppo
Il design e la disposizione degli elementi nella fusoliera ricordano i jet da caccia, rendendo il velivolo particolarmente accattivante.

### Commercializzazione
Grazie ai costi particolarmente contenuti, ottenuti con la vendita in kit di montaggio, il velivolo ha riscosso un notevole successo, vendendo circa 5000 kit o progetti. Tuttavia l'azienda produttrice, a metà degli anni settanta, dovette dichiarare fallimento, non essendo capace di fornire ai clienti dei propulsori affidabili. Solo un centinaio di questi aerei sono stati ultimati; alcuni di essi sono ancor oggi in grado di volare.

### Nella cultura di massa
Parte della celebrità di tale velivolo deriva dal suo impiego nella sequenza iniziale del film Octopussy - Operazione piovra della saga di James Bond (1983).